# 마이클 월드런
마이클 월드런(영어: Michael Waldron, 1987년 4월 23일 ~ )는 미국의 각본가이다. 마블 시네마틱 유니버스의 《로키》와 《닥터 스트레인지: 대혼돈의 멀티버스》 각본을 담당했다.

## 담당 작품

### 텔레비전
- 커뮤니티(2014) - 보조 작가
- 릭 앤 모티(2019-20) - 작가, 프로듀서
- 로키(2021) - 작가
- 힐스(2021) - 작가

### 영화
- 닥터 스트레인지: 대혼돈의 멀티버스(2022) - 각본
- 어벤져스 시크릿 워즈 - 각본